# Eduard Krieger
Eduard „Edi“ Franz Krieger (* 16. Dezember 1946 in Wien; † 20. Dezember 2019 ebenda) war ein österreichischer Fußballspieler (Mittelfeld). Ursprünglich vom 1. FC Simmering kommend, gewann der Verteidiger mit dem FK Austria Wien zwischen 1969 und 1978 jeweils zweimal die Meisterschaft und den Pokal sowie drei Meisterschaften und einen Pokalsieg mit dem FC Brügge, mit dem er auch in das Finale des UEFA-Cups und des Europapokals der Landesmeister einzog. Bei der Weltmeisterschaft 1978 war er wesentlicher Teil der österreichischen Nationalmannschaft, die Titelverteidiger Deutschland die „Schmach von Córdoba“ zufügte. Zum Ausklang seiner Karriere spielte er noch bei VVV-Venlo und dem LASK.

## Karriere
Der gelernte Maler und Anstreicher begann seine Karriere in Simmering, ehe er 1968 als 21-Jähriger nach einem Intermezzo bei der Mannschaft der Simmeringer Waggonfabrik zum FK Austria Wien wechselte. Mit der Austria, bei der er im Juli 1969 in der Kampfmannschaft debütierte, wurde er 1969 und 1970 Meister. Bei den unter Ernst Ocwirk errungenen Meisterschaften gehörten Helmut Köglberger, Robert Sara, Josef Hickersberger und Thomas Parits zu den Stars der Austria. 1971 und 1974 wurde er auch Cupsieger.
1975 wechselte er zum vom „Weltmeister der Trainer“ trainierten FC Brügge nach Belgien. In der erfolgreichsten Ära des Vereins gewann er mit der Mannschaft um René Vandereycken von 1976 bis 1978 drei Meistertitel in Serie sowie den Cup von 1977. Zudem stieß die Mannschaft in das Finale des UEFA-Cups von 1975/76 und in das Finale des Europapokals der Landesmeister von 1977/78 vor. Die Brügger unterlagen dabei mit 2:3 und 1:1, bzw. im Meisterfinale im Londoner Wembleystadion mit 0:1 jeweils dem FC Liverpool. In die Saison 1978/79 startete die Mannschaft mit äußerst durchwachsenen Ergebnissen, der Club Brügge setzte sich in der Liga um den zehnten Platz herum fest und schied in der ersten Runde des Meistercups gegen Wisła Krakau aus, wo Krieger aber nicht dabei war. Das führte im November zum Abschied von Ernst Happel. Nach der Vorrunde verabschiedete sich Krieger von den Belgiern, bei denen er nur mehr auf fünf Ligaspiele, davon nur eines über 90 Minuten, kam.
Er wechselte in der Winterpause zum niederländischen Erstligisten VVV-Venlo, der aber am Saisonende als abgeschlagener Tabellenletzter abstieg. Der 32-jährige Krieger ging daraufhin zurück nach Österreich, wo er für den nach einem Jahr Absenz wieder in die erste Liga aufgestiegenen LASK spielte. Bei den von Adolf Blutsch trainierten Linzern war er eine willkommene Verstärkung und die Mannschaft erreichte auf Anhieb den dritten Platz. Prominentester Mitstreiter war dabei der ein Jahr ältere Nationalstürmer Helmut Köglberger. In der darauffolgenden Saison reichte es nurmehr zu Rang sieben in der Zehnerliga und 1981/82 gar nur für den letzten Platz, was aber nicht zum Abstieg führte, da die Liga auf 16 Vereine aufgestockt wurde. Dennoch beendete Krieger danach seine Karriere als Professional. Er spielte danach noch beim FC Fano Wieden, der 1983 Meister der 2. Wiener Liga wurde.
Krieger spielte insgesamt 25 Mal für die Österreichische Nationalmannschaft – sein Debüt gab er am 8. April 1970 gegen Jugoslawien (1:1). Als seinen größten Erfolg bezeichnete Krieger das 3:2 gegen Deutschland bei der WM 1978, schließlich war er auch an allen drei Toren seiner Mannschaft maßgeblich beteiligt. Beim Eigentor zum 1:1 von Berti Vogts und dem 2:1 von Hans Krankl lieferte er jeweils die Flanke. Beim 3:2 fing Krieger einen Pass von Hansi Müller ab und spielte den Ball weiter zu Robert Sara, der daraufhin den „Goleador“ Krankl bediente, der das „österreichische Tor des Jahrhunderts“ erzielte, das seinerzeit den ORF-Stadionreporter Edi Finger „narrisch“ machte. Hätte Heinrich Strasser im vorhergegangenen Spiel gegen Italien nicht einen missglückten Rückpass gespielt, der eher eine Vorlage für Paolo Rossi war, der sich die Chance nicht entgehen ließ und den 1:0-Siegtreffer für die Italiener erzielte, dann wären die Österreicher, denen im Rückblick ein Unentschieden genügt hätte, ins Halbfinale vorgedrungen.
Nach seiner Karriere konnte er seinen Traum vom eigenen Kaffeehaus zunächst verwirklichen, erlitt aber später finanziell Schiffbruch, musste zwischenzeitlich sein Geld als Obst- und Gemüsehändler auf dem Wiener Viktor-Adler-Markt verdienen und arbeitete auch im Gasthaus eines Freundes. Mit Erfolg engagierte er sich auch als Trainer in den Tiefen des Wiener Fußballs bei Vereinen wie Ajax und Victoria, mit denen er Meisterschaften in unteren Klassen gewann. Eine volle Trainerlizenz erlangte er aber nie.
Nach kurzem Krankenhausaufenthalt verstarb Eduard „Edi“ Krieger im Alter von 73 Jahren nach langer Krankheit. Er wurde am Simmeringer Friedhof bestattet.

## Erfolge
- 2 × Österreichischer Meister: 1969, 1970
- 2 × Österreichischer Cupsieger: 1971, 1974
- 3 × Belgischer Meister: 1976, 1977, 1978
- 1 × Belgischer Cupsieger: 1977
- 1 × Finale im UEFA-Pokal: 1976
- 1 × Finale des Europapokals der Landesmeister: 1978
- Teilnahme an der Weltmeisterschaft 1978 in Argentinien: 7. Platz
- 25 Länderspiele für die österreichische Fußballnationalmannschaft von 1970 bis 1978